# 모자이크 (이미지)

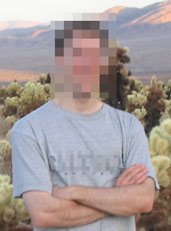
얼굴 모자이크

모자이크(Mosaic)는 방송이나 그림 등에서 범죄자나 성적 묘사, 죽음 등을 가리기 위해 하는 방식을 말한다.

## 사용 예시
- 스포일러[1]
- 실명(이름)
  - 주민등록번호
  - 면허번호
  - 여권번호
  - 카드번호
  - 전화번호 (응급전화번호 제외)
  - 이메일주소
  - 차량번호 (노선버스 제외)
  - 개인정보수집
- 초상권
- PPL(간접광고)
  - 상표이름
- 도검류 등 흉기
  - 칼, 주사, 바늘
- 금지어
- 출연금지 연예인
- 영구제명
- 음란(성기, 알몸)
- 담배 흡연
- 문신
- 범죄자
- 시체

## 같이 보기
- 영구제명
- 제명